# پادشاهی موتاپا
پادشاهی موتاپا (پرتغالی: Monomotapa) یک حکومت باکالاکا در جنوب آفریقا بود که گسترهٔ آن از رود زامبزی تا رود لیمپوپو ادامه داشت. کشورهای امروزی زیمبابوه، لسوتو، موزامبیک، و زامبیا در گسترهٔ این پادشاهی قرار داشتند. بنیانگذار موتاپا آن از نوادگان بنیانگذاران زیمبابوه بزرگ بودند.